# Hospital Aeronáutico Córdoba
El Hospital Aeronáutico Córdoba "Doctor Agesilao Milano" (HACBA) es un hospital militar de la Fuerza Aérea Argentina con asiento de paz en Córdoba y con dependencia orgánica de la Dirección General de Salud de esa fuerza armada.

## Actividades
El Hospital Aeronáutico Córdoba contribuye a la sanidad militar de la Fuerza Aérea, atención médica al personal militar de la fuerza y afiliados al IOSFA, así como prestar apoyo a la comunidad.
El apoyo a la comunidad incluyó en 2020 brindar apoyo al esfuerzo de ayuda humanitaria de las Fuerzas Armadas de la Nación desplegado durante la pandemia de COVID-19 en la Argentina, optimizando su personal y medios, y colaborando con las provincias y municipios. Se hallaba en la órbita de la Zona de Emergencia Córdoba (que incluía Santiago del Estero).